# ليلى ألاطون
«ليلى ألاطون» هي سيدة أعمال تركية وجامعة فنون، عضو مجلس إدارة مجموعة شركات آلاركو القابضة. وقد تم تعيينها في ذلك المنصب منذ عام 2008. وهي أيضاً عضو مجلس إدارة شركة ألفيميديكا للأجهزة الطبية.

## سيرتها الذاتية
ولدت ليلى في إسطنبول، وهي ابنة إشاق ألاطون، أحد مؤسسي شركة ألاركو القابضة، إحدى أكبر التكتلات التجارية في تركيا، وهي مدرجة في بورصة اسطنبول. توفي والدها في 11 سبتمبر 2016.
درست ليلى في مدرسة شيشلي تيراكي الابتدائية قم في مدرسة سانت بولشيري الفرنسية الثانوية ومدرسة نوتردام دي سيون الفرنسية العليا في إسطنبول. وهي حاصلة على شهادة في إدارة الأعمال والإدارة من جامعة فيرلي ديكنسون وأكملت متطلبات درجة الماجستير في العلوم الاجتماعية في جامعة نيويورك.
بدأت ليلى
بدأت ألاطون حياتها المهنية في ريادة الأعمال من خلال بيع الأحزمة حينما كانت في الولايات المتحدة. وهي عضو مؤسس في «كاديغير»، الرابطة التركية لرائدات الأعمال. وهي متحدثة شهيرة في قضايا حقوق المرأة، ودور المرأة في تركيا الحديثة، فضلاً عن تعزيز روح المبادرة الاجتماعية.
عام 1993، كانت إحدى أوائل «قادة المستقبل» الذين ذكروا في منتدى دافوس. عام 2014، عينت فارسة جوقة الشرف الفرنسية.

## الفن
ألاطون مشهورة في تركيا لمجموعتها الواسعة من الفن المعاصر، لفنانين أتراك ومن دولٍ أخرى. وهي عضو في اللجنة الاستشارية للفن المعاصر في إسطنبول ومجلس قيادة المتحف الجديد في مدينة نيويورك.

## تكريمات
- : وسام الجوقة الفرنسي (1994).[10]